# Chapelle Saint-Michel de Sournia
La chapelle Saint-Michel de Sournia (Sant Miquèl de Sornhan en occitan, Sant Miquel de Sornia en catalan) est une chapelle préromane du Xe siècle située à Sournia dans le département français des Pyrénées-Orientales en région Occitanie.
Cette chapelle du Xe siècle constitue, avec les chapelles Saint-Martin-de-Fenollar, Saint-Jérôme d'Argelès, Saint-Laurent de Moussan, Saint-Nazaire de Roujan et Saint-Pierre de Léneyrac à Ceyras, un témoin de l'architecture préromane de tradition wisigothique en Septimanie, région qui correspond aux actuelles régions du Roussillon et du Languedoc qui ont fait partie intégrante  du royaume wisigothique de Toulouse (419-507) et du royaume wisigothique de Tolède (507-711),,.
Elle se situe plus précisément dans le Fenouillèdes qui constitue la partie occitane du département.

## Localisation
La chapelle se situe non au village mais à 1,6 km au sud-ouest de celui-ci, isolée au milieu des bois.
| \| Chapelle Saint-Michel de Sournia \| Situation par rapport aux sites préromans des Pyrénées-Orientales. |
| Chapelle Saint-Michel de Sournia                                                                          |

## Toponymie
La chapelle est connue sous le nom de Sant Miquel de Valleta, du nom Villa Valleta (mentionné en 1011) désignant alors une propriété au sein d'un vallon ou d'une petite vallée.

## Historique
Mentionnée en 965, la chapelle était alors possession de l'abbaye Saint-Michel de Cuxa.

La chapelle fait l'objet d'un classement au titre des monuments historiques depuis le 2 août 1965.
Dans un état de ruine très avancé, l'édifice a été fortement restauré dans les années 1980 par les Monuments Historiques[Quoi ?].

## Architecture
L'édifice est constitué de deux nefs accolées, couvertes par une charpente et communiquant entre elles par deux ouvertures. 
La nef septentrionale, la plus ancienne, se termine à l'est par une abside de plan trapézoïdal voûtée. 
La nef méridionale, plus étroite, lui est postérieure. Elle est dotée à l'est d'un chœur de plan outrepassé voûté en cul-de-four et présente, au niveau du portail méridional, du portail occidental et de l'arc triomphal, plusieurs arcs outrepassés (arcs en fer à cheval) hérités de la tradition wisigothique. 
Les arcs outrepassés de Saint-Michel de Sournia sont d'un type particulier : ils sont nettement plus grands que la porte qu'ils surmontent et donnent à l'ensemble la forme d'une serrure. On les dénomme parfois pour cette raison « arcs en serrure ».
Accolées au mur ouest se dressent les ruines d'une ancienne tour, vraisemblablement antérieure à l'ensemble de la chapelle.

## Galerie photographique

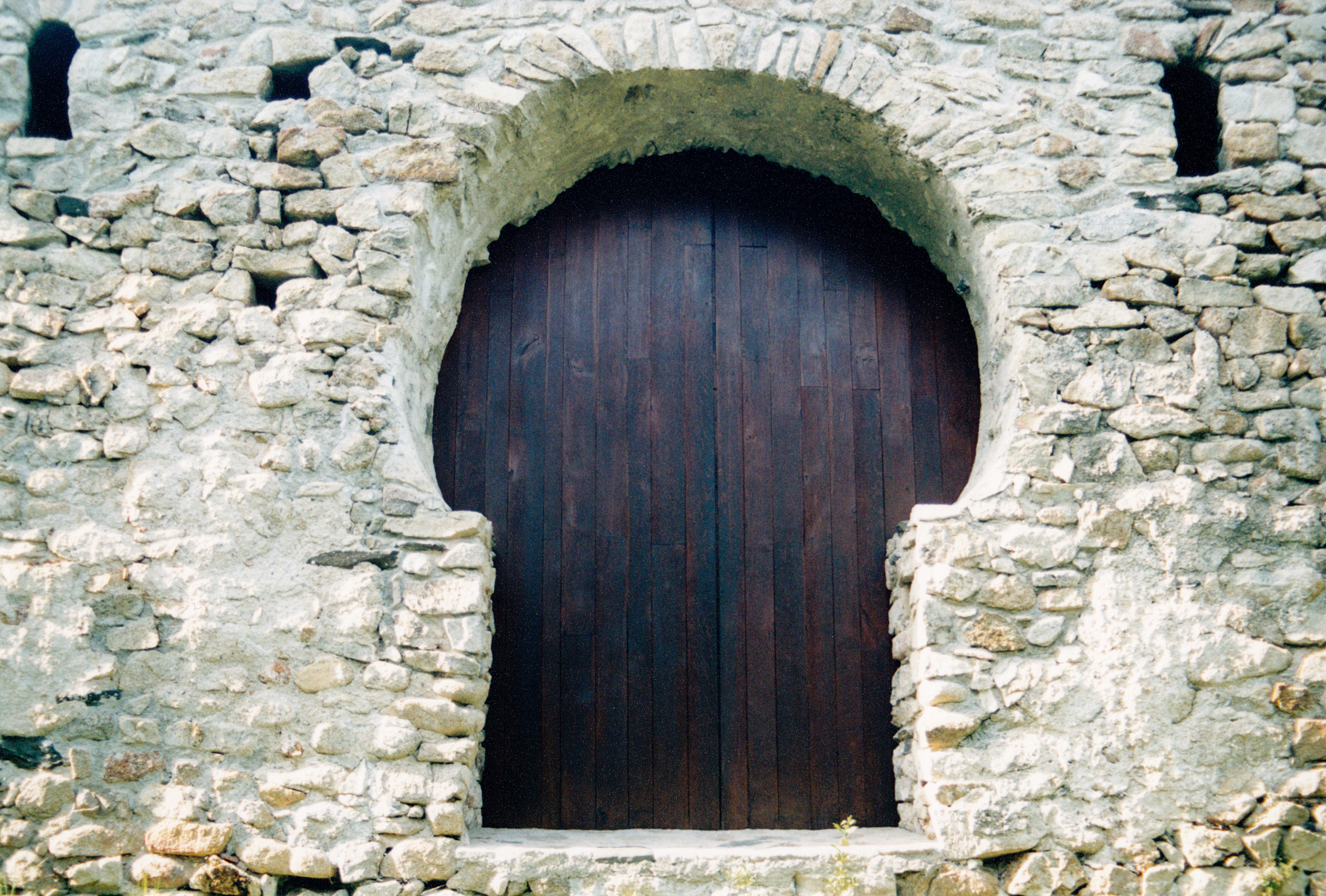
Le portail méridional.
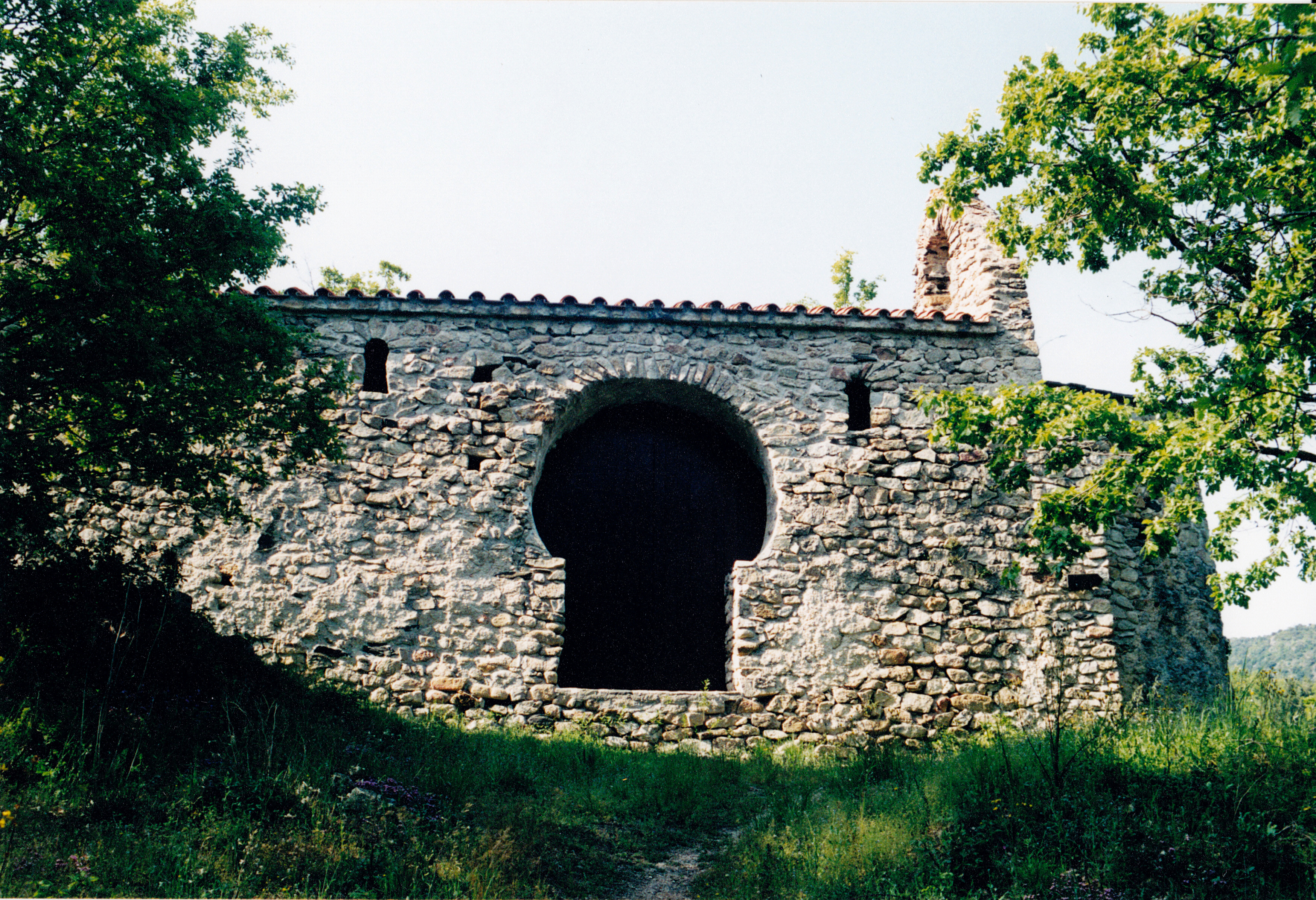
La façade méridionale.
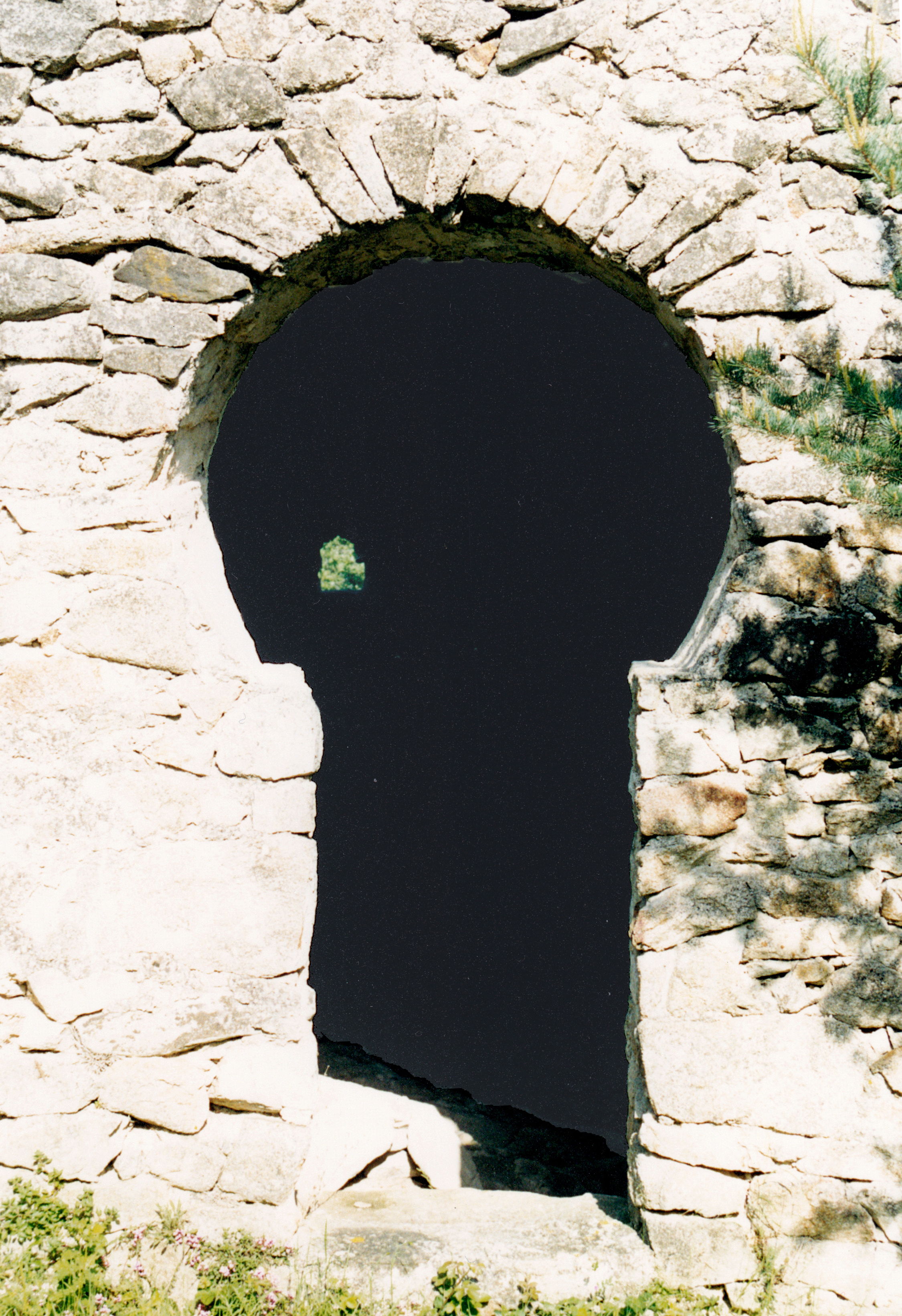
Le portail occidental.
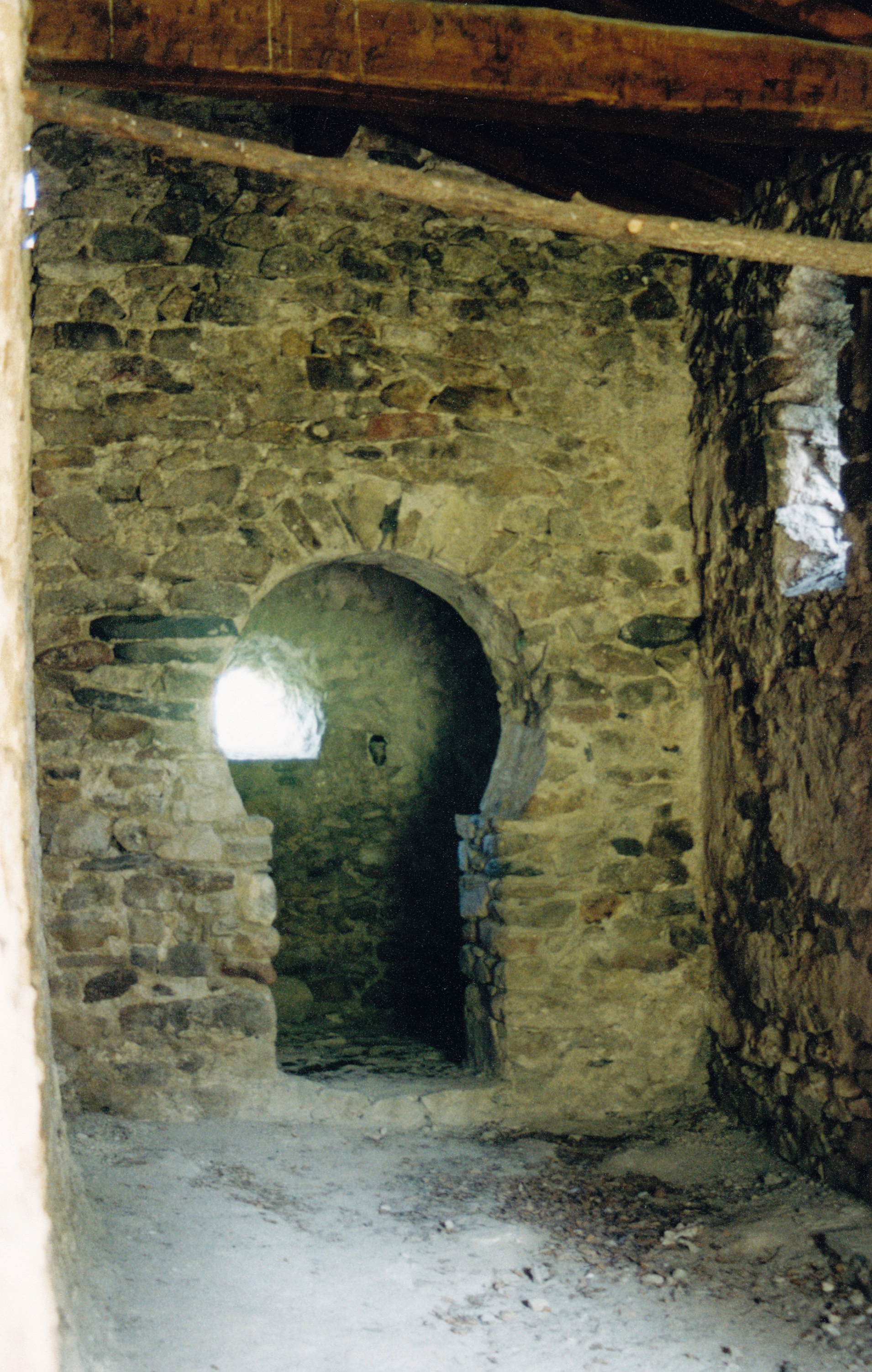
L'arc triomphal.
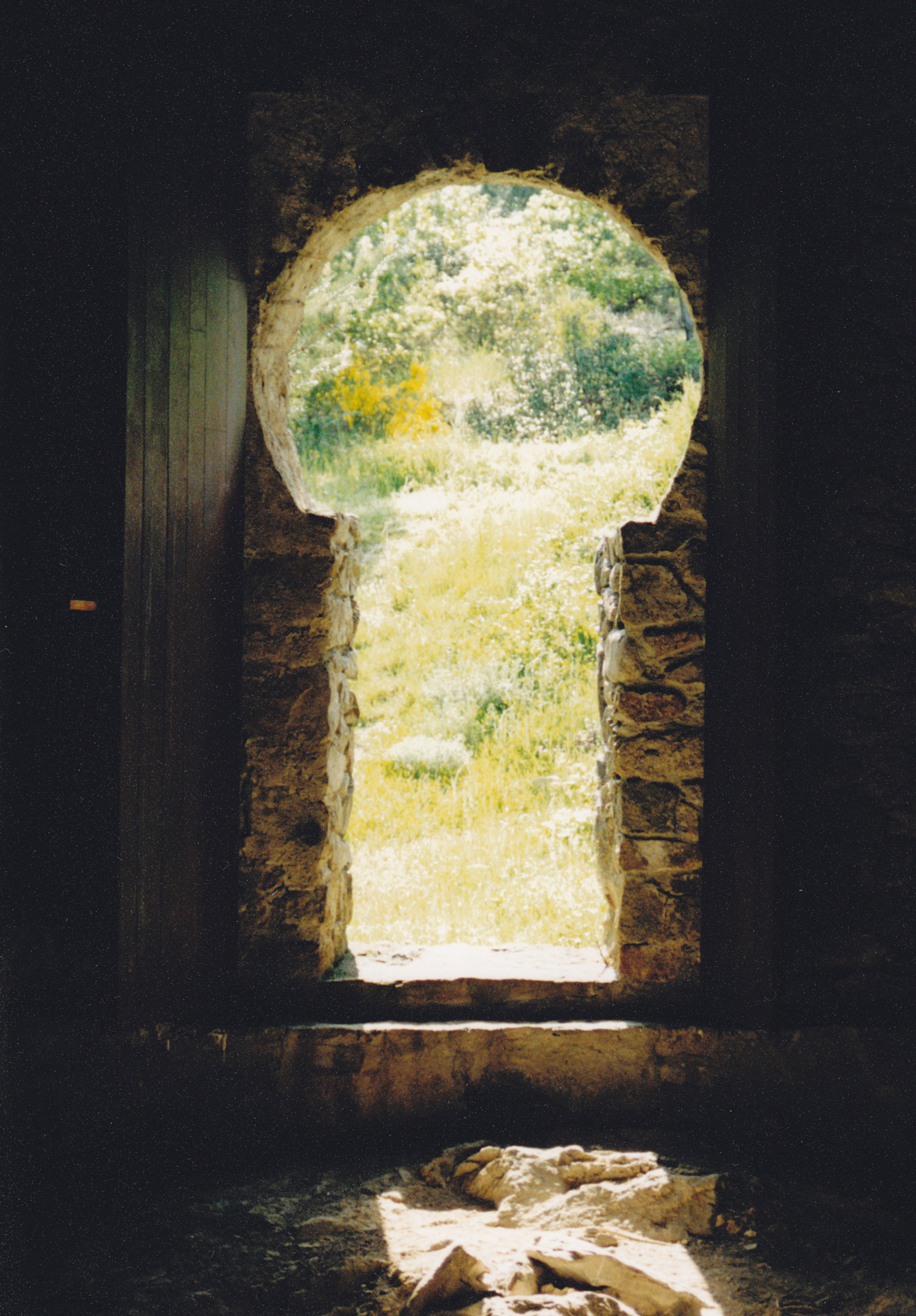
"Arc en serrure" du portail occidental vu de l'intérieur.
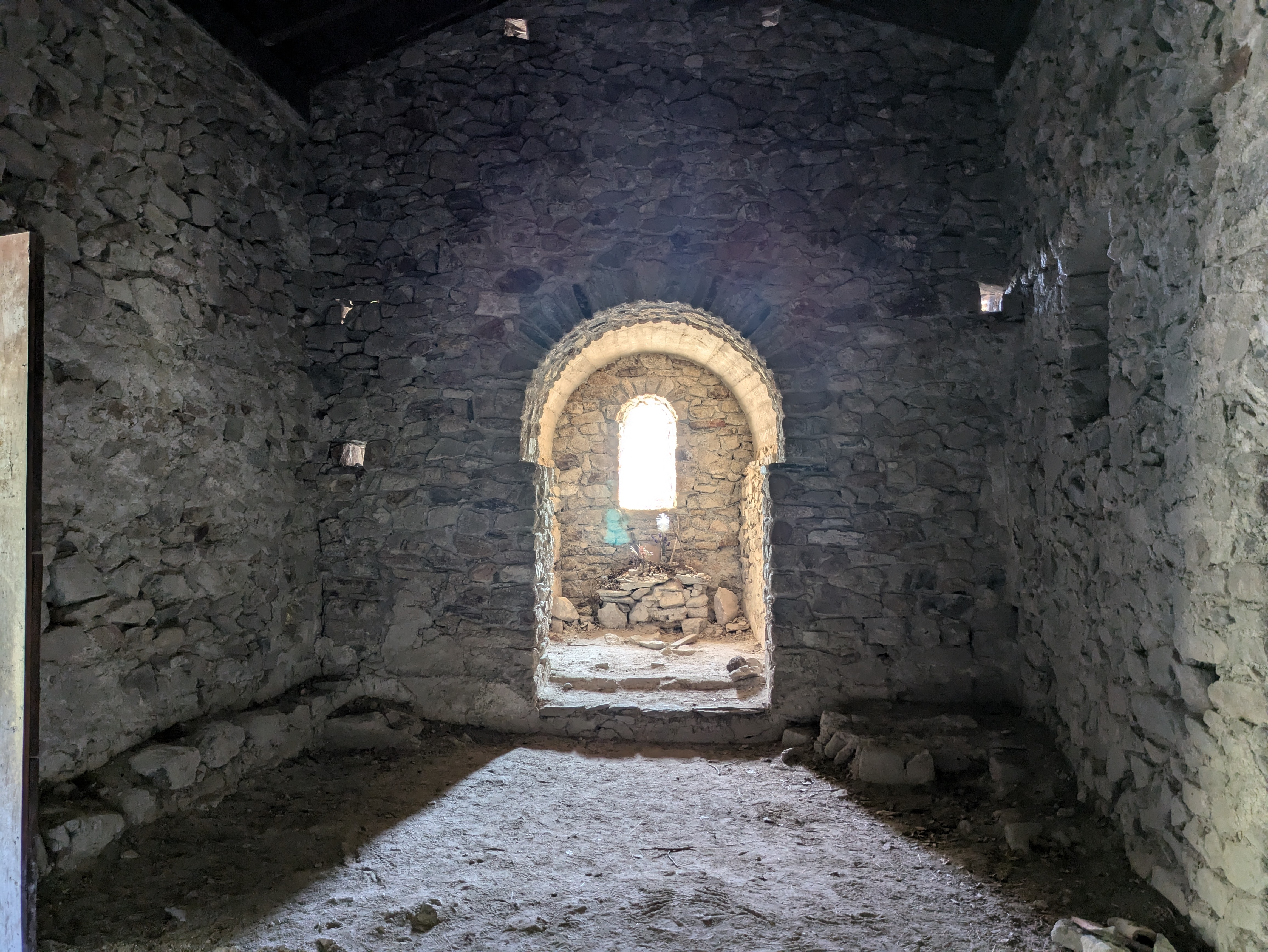
La nef septentrionale (ou principale) et son abside.